# Карнюел (Нью-Мексико)
Карнюел (англ. Carnuel) — переписна місцевість (CDP) в США, в окрузі Берналільйо штату Нью-Мексико. Населення — 1019 осіб (2020).

## Географія
Карнюел розташований за координатами 35°3′35″ пн. ш. 106°27′27″ зх. д. / 35.05972° пн. ш. 106.45750° зх. д. (35.059827, -106.457363).  За даними Бюро перепису населення США в 2010 році переписна місцевість мала площу 14,05 км², з яких 13,97 км² — суходіл та 0,08 км² — водойми.

## Демографія
Згідно з переписом 2010 року, у переписній місцевості мешкали 1232 особи в 521 домогосподарстві у складі 338 родин. Густота населення становила 88 осіб/км².  Було 597 помешкань (42/км²).
Расовий склад населення:
| - 78,4 % — білих - 2,3 % — корінних американців - 0,6 % — чорних або афроамериканців - 0,6 % — азіатів - 14,8 % — осіб інших рас |

До двох чи більше рас належало 3,4 %. Частка іспаномовних становила 53,3 % від усіх жителів.
За віковим діапазоном населення розподілялося таким чином: 16,6 % — особи молодші 18 років, 62,9 % — особи у віці 18—64 років, 20,5 % — особи у віці 65 років та старші. Медіана віку мешканця становила 49,2 року. На 100 осіб жіночої статі у переписній місцевості припадало 103,3 чоловіків;  на 100 жінок у віці від 18 років та старших — 104,6 чоловіків також старших 18 років.
Середній дохід на одне домашнє господарство  становив 63 680 доларів США (медіана — 37 962), а середній дохід на одну сім'ю — 82 159 доларів (медіана — 61 417). За межею бідності перебувало 18,2 % осіб, у тому числі 44,6 % дітей у віці до 18 років та 12,9 % осіб у віці 65 років та старших.
Цивільне працевлаштоване населення становило 678 осіб. Основні галузі зайнятості: освіта, охорона здоров'я та соціальна допомога — 27,0 %, будівництво — 14,9 %, мистецтво, розваги та відпочинок — 13,1 %.